# Banavá-Jafi
Banawa-Yafi (Banavá-Jafi, Banawa Yafi, Kitiya),  pleme američkih Indijanaca porodice Arauan s rijeke Banawá i manjih vodenih tokova u brazilskoj državi Amazonas. Sami sebe nazivaju Kitiya. Populacija im iznosi 215, 70 govornika (1994 SIL). Neki od njih bilingualni su u yamamadiju, ali preferiraju vlastiti jezik. Danas žive na rezrevatu Terra Indígena Banawa do Rio Piranhas u državi Amazonas u općinama Tapua, Canatama i Lábrea